# Институтская улица (Киев)
Институ́тская у́лица (укр. Інститу́тська ву́лиця) — улица в Печерском районе города Киева, местность Липки. Пролегает от Аллеи Героев Небесной Сотни и улицы Ольгинской до Кловского спуска. Одна из главных улиц Киева. Улица частично проходит по древней Ивановской дороге, которая начиналась у Лядских ворот старого города (находились в районе современной площади Независимости) и шла к Киево-Печерскому монастырю.
К Институтской улице примыкают: Ольгинская, Банковая, Садовая, Шелковичная, Липская улицы и Крепостной переулок.

## История
Улица была проложена в конце XVIII — начале XIX века и называлась Ивановской. В 1820—1830-х годах улица получила название Бегичевская, по фамилии генерала Д. М. Бегичева, который владел в этом месте Киева огромной усадьбой. После того, как в 1838—1842 годах в усадьбе генерала было построено здание Института благородных девиц, улицу стали называть Институтской. В 1840-е — 1860-е годы параллельно бытовало название Девичья. В 1919 году переименована в улицу 25-го Октября, а в 1944 году — в улицу Октябрьской Революции. Историческое название Институтская улица было возвращено в 1993 году.
23 февраля 2014 года в Верховной раде Украины был зарегистрирован проект постановления о переименовании улицы в улицу Героев Небесной сотни, в честь убитых участников Евромайдана. Не дожидаясь официального переименования, активисты заклеивали таблички с названием улицы листками с новым названием. Как сообщал глава администрации Киева Владимир Бондаренко, «тот участок, где люди гибли под пулями снайперов (ближе к майдану Незалежности), обязательно переименуем, а остальной части оставим историческое название».
20 ноября 2014 года Киевский городской голова  Виталий Кличко внёс вопрос о переименовании части улицы от площади Независимости до Ольгинской улицы в аллею Героев Небесной Сотни. Депутаты поддержали предложение и проголосовали за соответствующее решение. Решение было опубликовано и вступило в силу 30 января 2015 года.

Знаки памяти о погибших на Институтской улице в ходе противостояния 18—20 февраля 2014 года
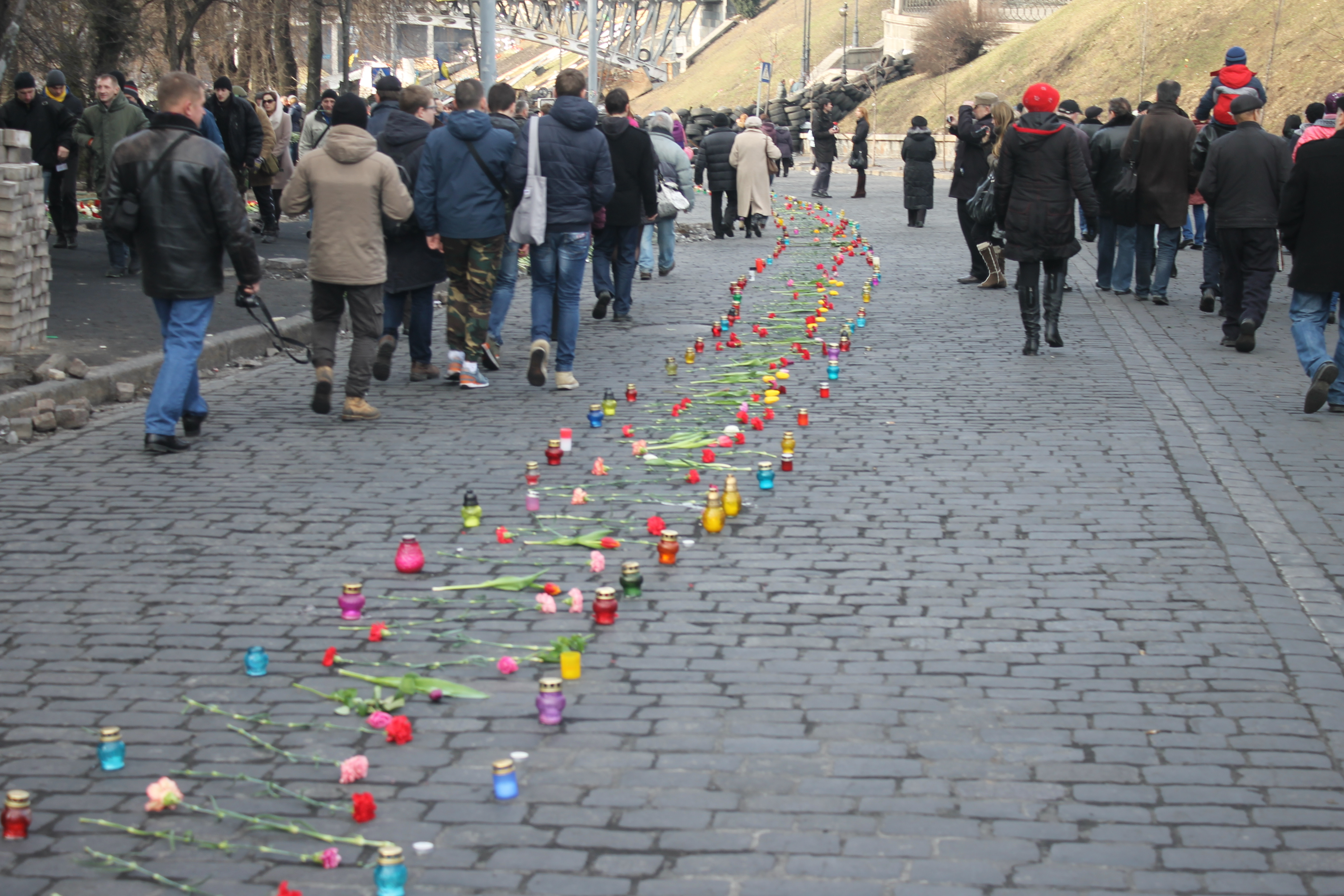
Коридор из цветов, возложенных по Институтской улице в память о погибших, 24 февраля 2014 года
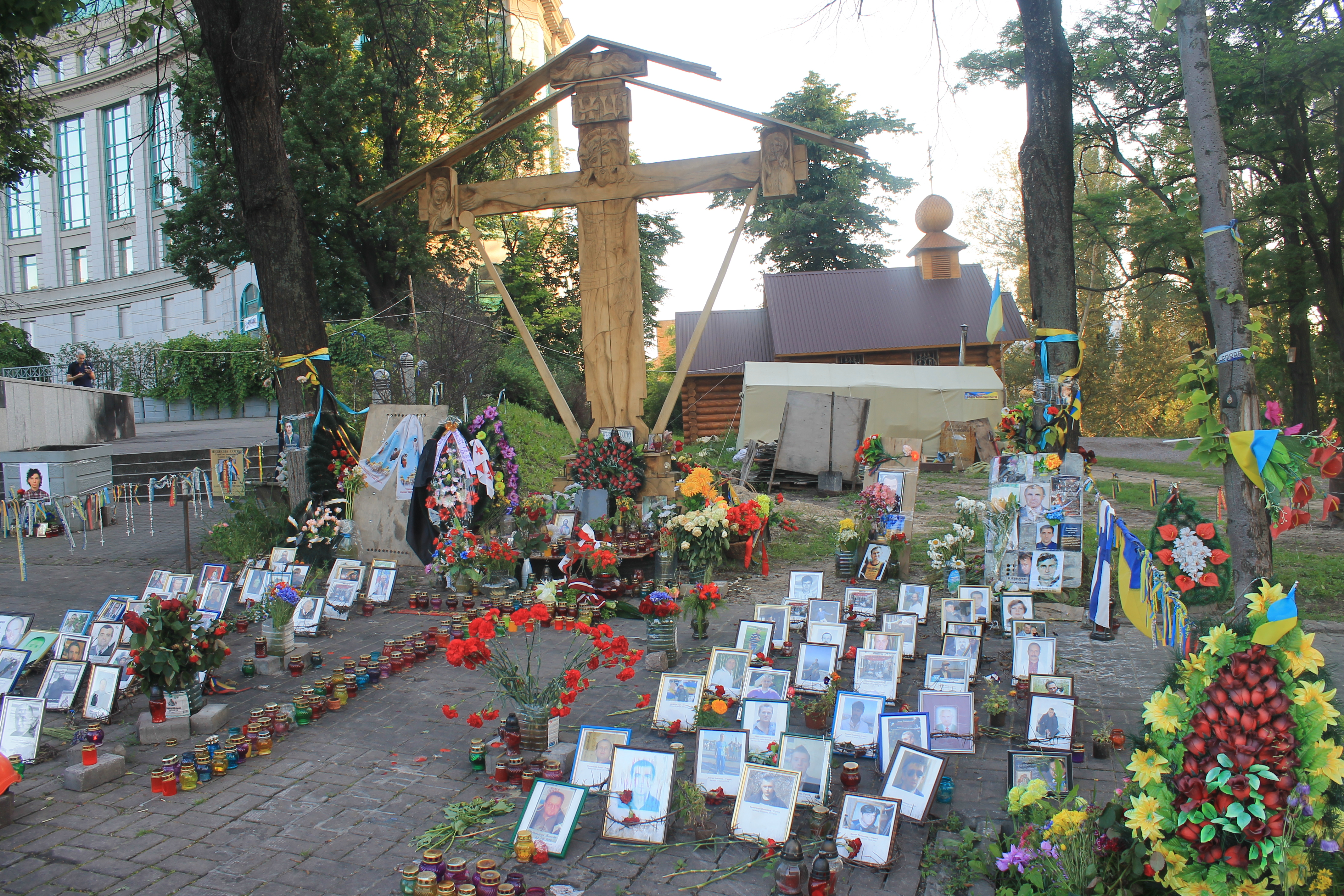
Крест и лампады в память о погибших
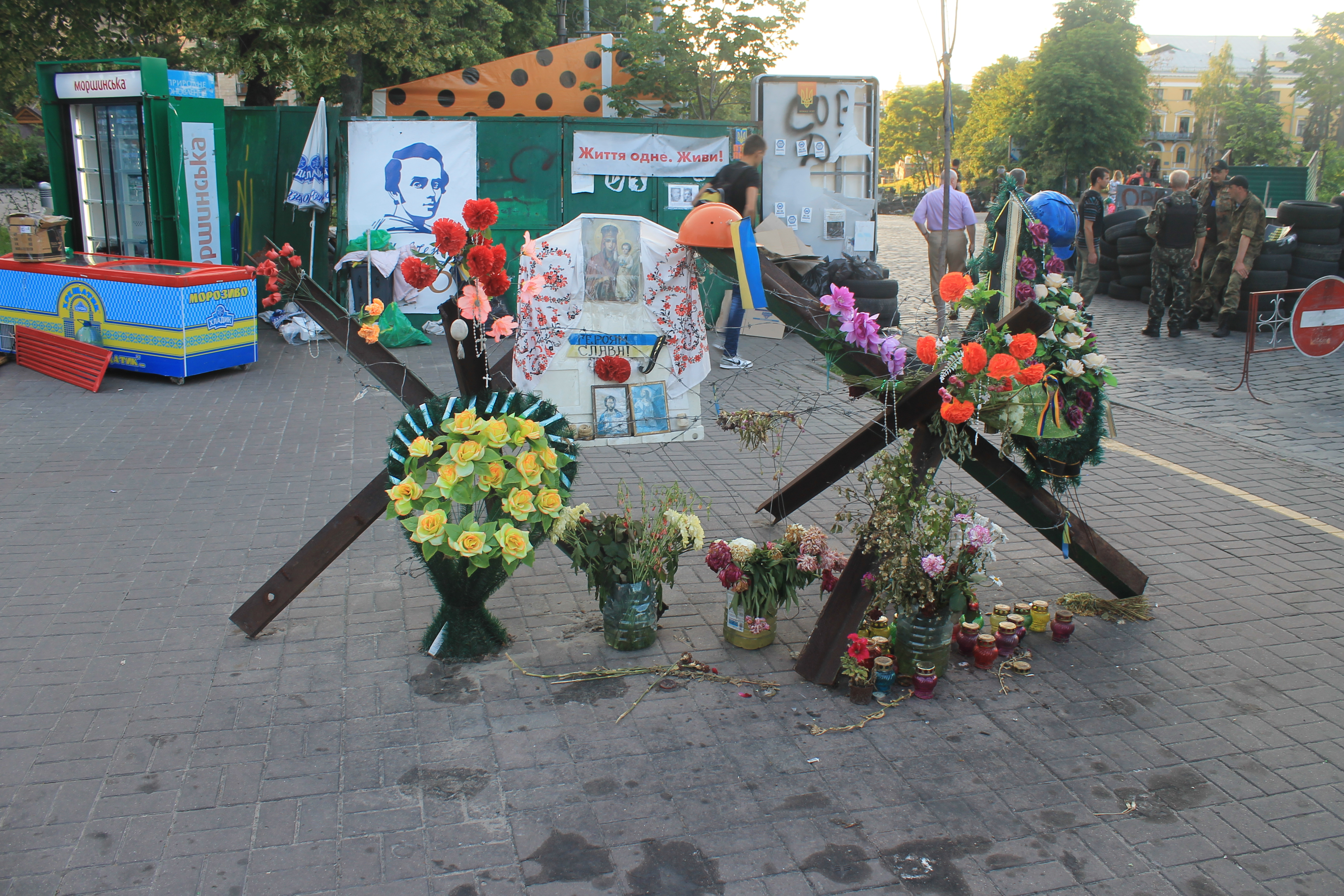
Памятный знак погибшим возле наземного вестибюля станции метро «Крещатик»
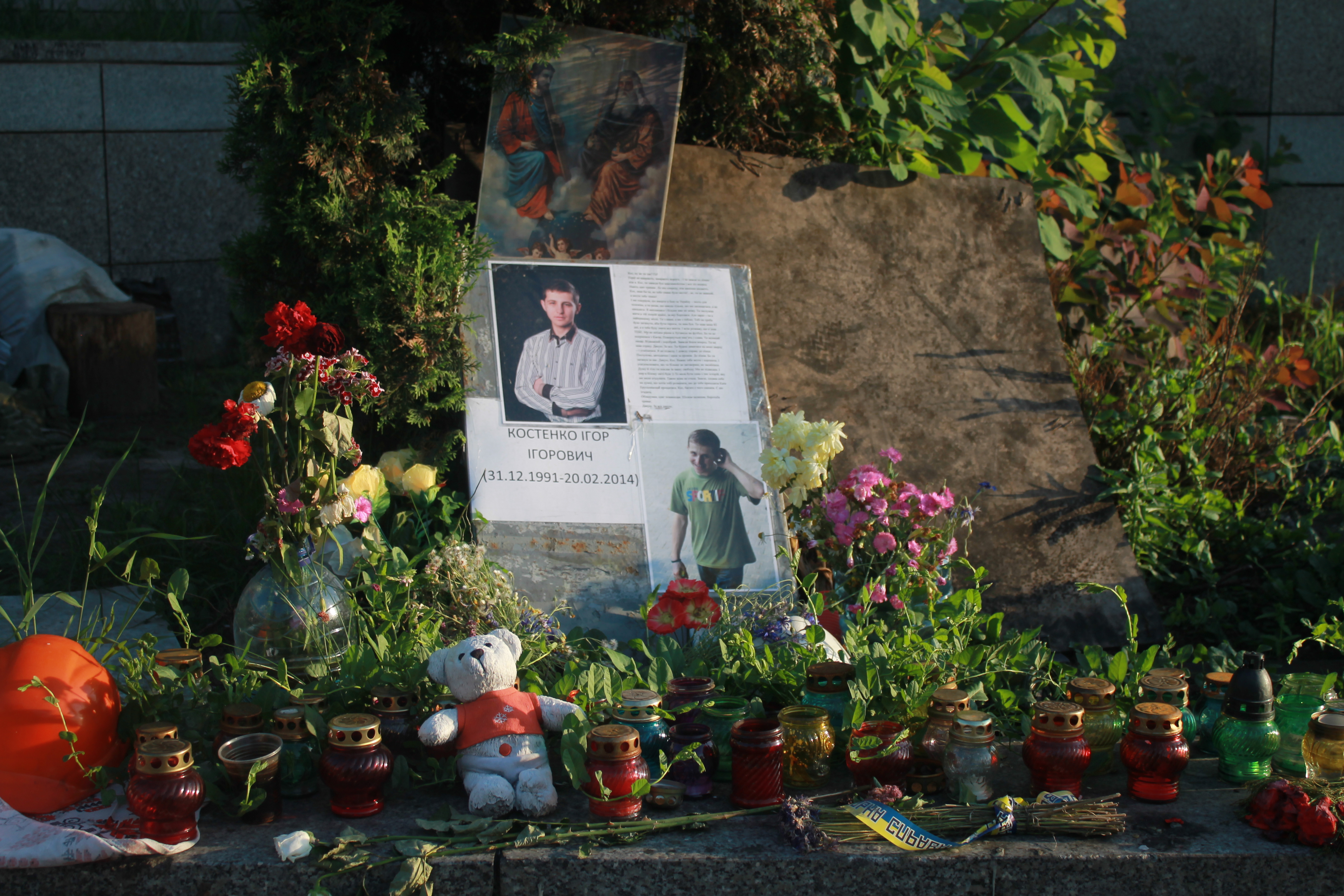
Памятный знак Игорю Костенко, активному википедисту, погибшему на Институтской улице 20 февраля 2014 года

## Памятники архитектуры
- Дом № 1 — Институт благородных девиц (архитектор В. И. Беретти). Здание, настолько важное для общества Киева начале XIX века, что дало название всей улице. В 1883 году во дворике института был установлен небольшой памятник Александру II (скульптор М. М. Антокольский, снят после 1917 года). С 1934 по 1941 год в здании размещался Народный комиссариат внутренних дел УССР. В подвалах бывшего института благородных девиц пытали и убивали людей. Во время второй мировой войны было частично разрушено. Здание восстановлено в 1952—1958 годах группой архитекторов под руководством А. И. Заварова. Современное название здания — Международный центр культуры и искусств.
- Дом № 8 — Особняк Равич-Думитрашко.
- Дом № 9 — Киевская контора государственного банка Российской империи (архитекторы А. В. Кобелев, А. М. Вербицкий). Здание было построено в стиле историзм. Его парадный фасад украшен многочисленными скульптурами. В настоящее время используется в качестве главного офиса Национального банка Украины.
- Дом № 12 — Особняк Трепова.
- Дом № 13 — Особняк Шлейфера.
- Дом № 15-17 — жилой дом, построенный по проекту архитектора И. Ю. Каракиса. Памятник архитектуры (с 1994 года). В 2002—2004 годах[5] к первому из двух зданий надстроили 2 этажа. По словам президента Национального союза архитекторов Украины Игоря Шпары, надстройка «исказила архитектуру этого прекрасного жилого дома с его известными фризами с конницей»[6]. В 2012 году квартира на двух последних этажах дома 15-17 по Институтской улице была самой дорогой в Киеве[7][8].
- Дом № 19-21 — жилой дом, построенный по проекту архитектора И. Ю. Каракиса.
- Дом № 20/8 — Второй жилой дом работников Совета народных комиссаров УССР
- Дом № 26 — Имение Марии Бродской по проекту архитектора Евгения Ермакова.
- Дом № 27/6 — Дом Лучицких.